# Stephenson Bastion
Die Stephenson Bastion ist ein 1850 m (nach britischen Angaben 1560 m) hohes Massiv im ostantarktischen Coatsland. Sie besteht an ihrer Südseite aus steilen Felsenkliffs und liegt im südzentralen Teil der Shackleton Range. Zu ihr gehören Mount Greenfield, die Clayton Ramparts und das Ram Bow Bluff.
Erstmals kartiert wurde sie 1957 durch Teilnehmer der Commonwealth Trans-Antarctic Expedition (1955–1958) unter der Leitung des britischen Polarforschers Vivian Fuchs. Luftaufnahmen entstanden 1967 durch die United States Navy. Das UK Antarctic Place-Names Committee benannte sie 1962 nach dem australischen Geologen Philip Jon Stephenson (1930–2011), einem Teilnehmer an der ersten erfolgreichen Durchquerung der Antarktis auf dem Landweg.